# Sivacobus
A Sivacobus az emlősök (Mammalia) osztályának párosujjú patások (Artiodactyla) rendjébe, ezen belül a tülkösszarvúak (Bovidae) családjába és a nádiantilop-formák (Reduncinae) alcsaládjába tartozó fosszilis nem.

## Előfordulásuk
A Sivacobus-fajok a késő pliocén és a késő pleisztocén korszakok között, azaz 3 millió és 300 ezer évvel ezelőtt éltek; ott ahol manapság az Indiai szubkontinens és Dél-Ázsia fekszenek. A maradványok alapján a mai gyűrűsfarkú víziantilopra (Kobus ellipsiprymnus) hasonlíthattak.

## Rendszerezés
A nembe az alábbi 3 faj tartozik:
- Sivacobus palaeindicus Pilgrim, 1939 - késő pliocén; típusfaj
- Sivacobus patulicornis
- Sivacobus sankaliai - késő pleisztocén

## Fordítás
- Ez a szócikk részben vagy egészben  a   Reduncinae#Taxonomy című angol Wikipédia-szócikk ezen változatának fordításán alapul.  Az eredeti cikk szerkesztőit annak laptörténete sorolja fel. Ez a jelzés csupán a megfogalmazás eredetét és a szerzői jogokat jelzi, nem szolgál a cikkben szereplő információk forrásmegjelöléseként.
- Ez a szócikk részben vagy egészben  a   Sivacobus című olasz Wikipédia-szócikk ezen változatának fordításán alapul.  Az eredeti cikk szerkesztőit annak laptörténete sorolja fel. Ez a jelzés csupán a megfogalmazás eredetét és a szerzői jogokat jelzi, nem szolgál a cikkben szereplő információk forrásmegjelöléseként.